# SpaceX CRS-16
SpaceX CRS-16 è stata una missione spaziale privata di rifornimento per la Stazione spaziale internazionale, programmata da SpaceX per la NASA, nell'ambito del prolungamento del programma Commercial Resupply Services, e decollata il 5 dicembre 2018.
Il vettore utilizzato è stato un Falcon 9 Full Thrust nella sua versione Block 5, utilizzata qui per la prima volta, il quale ha portato in orbita il veicolo cargo Dragon.
La CRS-16 è stata la quarta missione facente parte del prolungamento del contratto Commercial Resupply Services, inerente al rifornimento della Stazione spaziale internazionale, che prevedeva inizialmente una serie di dodici missioni commissionate alla SpaceX dalla NASA e che con questo prolungamento era stato portato a comprendere diciassette missioni.

## Lancio e svolgimento della missione
Dopo essere stata originariamente annunciata per l'agosto 2019, la partenza della missione è stata rimandata dapprima al 29 novembre, poi al 4 dicembre e infine al 5 dicembre 2018. L'ultima posticipazione sembra sia stata dovuta al fatto che su alcune barrette di cibo destinate ai roditori facenti parte dell'esperimento Rodent Research-8 (RR-8) era stata trovata della muffa.
Il 5 dicembre alle 18:16 UTC la missione è decollata a bordo di un Falcon 9 Block 5 dal Complesso di lancio 40 della base aerea di Cape Canaveral. Durante la fase di rientro atmosferico, il primo stadio del razzo vettore, il booster B1050.1 ha avuto un problema dovuto allo stallo della pompa idraulica di una delle alette stabilizzatrici a griglia di cui è dotato. Ciò ha fatto sì che il razzo iniziasse a roteare su se stesso mancando l'obbiettivo di atterrare nella Landing Zone 1 e facendo scattare un sistema di emergenza che lo ha fatto ammarare nell'oceano Atlantico, al largo di Cape Canaveral. Poco dopo l'ammarraggio, Elon Musk, CEO di SpaceX, ha affermato che dai filmati il razzo sembrava non aver riportato danni e che erano in corso le operazioni per il suo recupero. Sempre Musk ha poi dichiarato che se dopo un attento vaglio le condizioni del razzo non si fossero rilevate abbastanza gravi da doverlo ritirare, esso avrebbe potuto essere comunque utilizzato in future missioni sperimentali interne di SpaceX.
L'8 dicembre 2018 il modulo Dragon ha raggiunto la ISS e ha iniziato a condurre una serie di manovre per regolare la propria velocità, altitudine e orientazione con quella della stazione spaziale. Dopo aver raggiunto il punto di cattura, alle 12:21 UTC il veicolo è stato preso dal Canadarm2, manovrato dall'astronauta tedesco Alexander Gerst, e infine, alle 15:36 UTC, è stato effettuato il berthing al modulo Harmony.
Il modulo Dragon della missione è rimasto agganciato alla ISS per 36 giorni. L'unberthing è avvenuto nel pomeriggio del 13 gennaio 2019 e il veicolo è stato liberato dal Canadarm2 alle 23:33 UTC. Dopo una serie di manovre atte ad allontanarlo dalla stazione spaziale, il Dragon ha effettuato un'accensione di pochi minuti in previsione del suo rientro in atmosfera. Subito dopo, il veicolo si è disfatto del contenitore adibito al carico e si è orientato in modo consono al rientro. Infine, alle 5:10 UTC, dopo circa cinque ore dal distacco, il veicolo è ammarato nell'oceano Pacifico ed è stato quindi recuperato e condotto nel porto di Los Angeles.

## Carico utile
La missione CRS-16 ha portato in orbita un carico utile totale di 2573 kg di materiale. Questo includeva 1598 kg di materiale pressurizzato destinato all'interno della Stazione Spaziale Internazionale e 975 kg di carico non pressurizzato costituito dal Global Ecosystem Dynamics Investigation lidar (GEDI), uno strumento in grado di fornire una mappatura tridimensionale delle foreste e utile per conoscere la quantità di carbonio immagazzinato nella biomassa forestale a livello globale, e dal Robotic Refueling Mission 3. 
In particolare il carico era così composto:
- Esperimenti scientifici: 1037 kg
- Rifornimenti per l'equipaggio: 304 kg
- Hardware per la stazione spaziale: 191 kg
- Equipaggiamenti per le attività extraveicolari: 15 kg
- Risorse informatiche: 40 kg
- Hardware russo: 11 kg
- Carico destinato all'esterno della ISS: 975 kg
  - Global Ecosystem Dynamics Investigation lidar
  - Robotic Refueling Mission 3

Tra gli esperimenti portati a bordo della ISS, figurano il già citato Rodent Research-8 (RR-8) e i quaranta roditori che ne fanno parte, e anche diversi CubeSat, tra cui lo UNITE, dell'Università dell'Indiana Meridionale, e il TechEdSat-8, dell'Ames Research Center, destinati a essere lanciati dal modulo Kibō.